# Port Edwards (Wisconsin)
Port Edwards es una villa ubicada en el condado de Wood en el estado estadounidense de Wisconsin. En el Censo de 2010 tenía una población de 1.818 habitantes y una densidad poblacional de 96,46 personas por km². Está situada sobre el curso medio del río Wisconsin. 

## Geografía
Port Edwards se encuentra ubicada en las coordenadas 44°21′26″N 89°51′1″O / 44.35722, -89.85028. Según la Oficina del Censo de los Estados Unidos, Port Edwards tiene una superficie total de 18.85 km², de la cual 15.6 km² corresponden a tierra firme y (17.2%) 3.24 km² es agua.

## Demografía
Según el censo de 2010, había 1.818 personas residiendo en Port Edwards. La densidad de población era de 96,46 hab./km². De los 1.818 habitantes, Port Edwards estaba compuesto por el 94.94% blancos, el 0.88% eran afroamericanos, el 1.27% eran amerindios, el 1.1% eran asiáticos, el 0.06% eran isleños del Pacífico, el 0.66% eran de otras razas y el 1.1% pertenecían a dos o más razas. Del total de la población el 2.31% eran hispanos o latinos de cualquier raza.